# Príncep d'Orange
 Príncep d'Orange  és un títol nobiliari d'origen francès. El seu territori, el  Principat d'Orange , es trobava a Occitània, amb capital a Aurenja.
El principat va pertànyer a diverses famílies nobles franceses fins a arribar a 1530 a l'alemanya Casa de Nassau, en la persona de Renat de Chalon. En morir Renat sense descendència, cedeix tots els seus drets en la persona del seu cosí, el futur Guillem d'Orange. D'ara endavant, la seva família posseiria aquest títol.
El territori del principat va ser definitivament annexat per França el 1672.
Van ser Prínceps d'Orange:
- Guillem I (1533-1584)
- Felip Guillem (1554-1618)
- Maurici (1567-1625)
- Frederic Enric (1584-1647)
- Guillem II (1626-1650)
- Guillem III d'Anglaterra (1650-1703)
- Joan Guillem (1703-1711)
- Guillem IV (1711-1751)
- Guillem V Batava (1748-1806)
- Guillem VI Federico (1772-1843)
- Guillem VII (1792-1849)

## El títol Príncep d'Orange a la monarquia dels Països Baixos
A la mort de  Guillem VI , el seu fill va cedir els seus drets al principat el seu fill. Per això la denominació  Príncep d'Orange  es fa a endavant per denominar a l'hereu de la corona holandesa.
- Guillem (1806-1815), va utilitzar el títol fins al seu accés al tron com Guillem I
- Guillem (1815-1840) va utilitzar el títol fins al seu accés al tron com Guillem II
- Guillem (1840-1849), va utilitzar el títol fins al seu accés al tron com Guillem III
- Guillem (1849-1879), fill gran del rei Guillem III (va morir en vida del seu pare)
- Alexandre (1879-1884), tercer fill del rei Guillem III (va morir en vida del seu pare)
- Guillem Alexandre (1967-2013), va utilitzar el títol fins al seu accés al tron el 2013.[1]
- Caterina-Amàlia (2013 -). primogènita de Guillem Alexandre i actual posseïdora del títol.